# Primera D
La Primera D fue la quinta y última categoría para los clubes directamente afiliados a la AFA. Hasta 1986 fue la cuarta categoría, ya que ese año se agregó la Primera Nacional, que se constituyó en la segunda división, como vía de confluencia de las dos vertientes en que se dividió a los equipos: directa e indirectamente afiliados. El torneo desapareció en 2023 por la fusión con la Primera C y fue reemplazado por el Torneo Promocional Amateur.

## Resumen histórico
El concurso se creó en 1950, a partir de que la Tercera División -también llamada Tercera de Ascenso- fue desplazada a la cuarta categoría en el esquema de las competiciones oficiales del fútbol argentino, como consecuencia de una reorganización de los torneos, cuyas bases se sentaron en marzo de 1948. Al finalizar el campeonato de 1948, los equipos de Segunda División pasaron a competir a la nueva Primera División B; y al finalizar el campeonato de 1949, usando un criterio extradeportivo, los clubes que no lo cumplieron volvieron a integrar la Segunda División, la que, por su parte, pasó a ocupar el tercer escalón.
En 1951 se jugó un certamen especial, disputado en forma conjunta por los equipos de Segunda y Tercera División. A su término, el campeón ascendió a la Primera División B, mientras que los demás equipos volvieron a sus respectivos torneos. En la cuarta categoría, dos nuevos equipos se afiliaron a la AFA para la temporada de 1952.
El certamen, que siguió llamándose Tercera División o Tercera de Ascenso, indistintamente, sufrió un cambio de denominación en 1962, cuando pasó a ser la División Superior de Fútbol Aficionado, simplificado popularmente como Primera de Aficionados, y otro en 1974 en que se le impuso la de Primera División D. Finalmente, con la reforma de 1985-1986, pasó a conformar la quinta categoría, debido al agregado del Nacional B, y se instituyó la designación de Primera D, hasta la actualidad. Tiene como antecesores a los distintos certámenes de cuarta categoría que se disputaron en el amateurismo, aunque sin continuidad.
Entre agosto y diciembre de 2014, se disputó un torneo de transición, que estableció un nexo entre los campeonatos disputados con calendario tipo europeo y los jugados en un mismo año calendario. Los dieciocho equipos que integraban la divisional, se dividieron en dos zonas de nueve, enfrentándose contra todos los rivales de cada grupo, a dos ruedas. Al finalizar el mismo, no se operó ninguna suspensión de afiliación y se establecieron tres ascensos. Ese proceso se revirtió en 2016, con un nuevo torneo de transición.
A partir de la temporada 2022, participaron once equipos. En 2023 disputó su última edición debido a que desde 2024, la categoría se unificó con la Primera C en un solo torneo.

## Palmarés

### Cuarta categoría del fútbol argentino
| Tercera División | Tercera División | Tercera División |
| ---------------- | ---------------- | ---------------- |

| Temporada | N.º de equipos | Campeón                  | Subcampeón               | Tercero               |
| --------- | -------------- | ------------------------ | ------------------------ | --------------------- |
| 1950      | 8              | Liniers                  | Brown de Adrogué         | Acassuso              |
| 1951      | No se disputó  | No se disputó            | No se disputó            |                       |
| 1952      | 10             | Flandria                 | Justo José de Urquiza    | Brown de Adrogué      |
| 1953      | 7              | Deportivo Riestra        | Juventud de Bernal       | Central Argentino     |
| 1954      | 7              | Sacachispas              | Juventud de Bernal       | Deportivo Morón       |
| 1955      | 7              | Deportivo Morón          | Juventud de Bernal       | Central Argentino     |
| 1956      | 10             | Almirante Brown          | Juventud de Bernal       | Sportivo Palermo      |
| 1957      | 12             | Leandro N. Alem          | Defensores de Cambaceres | Deportivo Español     |
| 1958      | 13             | Deportivo Español        | Defensores de Cambaceres | Juventud Unida        |
| 1959      | 15             | Defensores de Cambaceres | Deportivo Italiano       | Defensores de Almagro |
| 1960      | 17             | Deportivo Italiano       | Defensores de Almagro    | Estudiantes           |
| 1961      | 24             | Villa Dálmine            | Arsenal                  | Fénix                 |

| División Superior de Fútbol Aficionado | División Superior de Fútbol Aficionado | División Superior de Fútbol Aficionado |
| -------------------------------------- | -------------------------------------- | -------------------------------------- |

| Temporada | N.º de equipos | Campeón               | Subcampeón          | Tercero                     |
| --------- | -------------- | --------------------- | ------------------- | --------------------------- |
| 1962      | 25             | Arsenal               | Estudiantes         | Ferrocarril Midland         |
| 1963      | 27             | Luján                 | Estudiantes         | Ferrocarril Midland         |
| 1964      | 22             | Arsenal de Llavallol  | Ituzaingó           | Piraña                      |
| 1965      | 21             | General Mitre         | Piraña              | Centro Español              |
| 1966      | 22             | Luz y Fuerza          | Ferrocarril Midland | Central Argentino           |
| 1967      | 23             | Macabi                | Central Argentino   | Piraña/Villa San Carlos     |
| 1968      | 24             | Ferrocarril Midland   | Sportivo Barracas   | Juventud Unida/ Sacachispas |
| 1969      | 19             | Defensores Unidos     | Sportivo Barracas   | Piraña/Porteño              |
| 1970      | 19             | Defensores de Almagro | Sportivo Barracas   | Central Argentino           |
| 1971      | 22             | Acassuso              | Central Argentino   | Villa San Carlos            |
| 1972      | 22             | Deportivo Armenio     | Liniers             | Barracas Central            |
| 1973      | 23             | Luján                 | Villa San Carlos    | Victoriano Arenas           |

| Primera División D | Primera División D | Primera División D |
| ------------------ | ------------------ | ------------------ |

| Temporada | N.º de equipos | Campeón                  | Subcampeón            | Tercero             |
| --------- | -------------- | ------------------------ | --------------------- | ------------------- |
| 1974      | 22             | Barracas Central         | Victoriano Arenas     | Ferrocarril Urquiza |
| 1975      | 23             | Tristán Suárez           | Deportivo Merlo       | Central Ballester   |
| 1976      | 23             | Defensores de Cambaceres | Berazategui           | Central Ballester   |
| 1977      | 23             | General Lamadrid         | Ferrocarril Midland   | Piraña              |
| 1978      | 30             | Piraña                   | Justo José de Urquiza | Ferrocarril Midland |
| 1979      | 31             | San Miguel               | Brown de Adrogué      | Ituzaingó           |
| 1980      | 32             | Brown de Adrogué         | Juventud Unida        | Defensa y Justicia  |
| 1981      | 30             | Barracas Central         | Deportivo Muñiz       | Ituzaingó           |
| 1982      | 29             | Defensa y Justicia       | Ituzaingó             | Liniers             |
| 1983      | 29             | San Martín (B)           | Leandro N. Alem       | General Lamadrid    |
| 1984      | 28             | Sportivo Dock Sud        | Argentino (M)         | Liniers             |
| 1985      | 28             | Argentino (M)            | Deportivo Laferrere   | Leandro N. Alem     |
| 1986      | 28             | No hubo                  | No hubo               | No hubo             |

1. ↑  Se jugó un torneo especial que reunió en un mismo certamen a los equipos de la Primera División Amateur, nombre que se la daba a la Segunda División, y los de la Tercera División, cuyo ganador fue Tiro Federal, que ascendió a la Primera División B

### Quinta categoría del fútbol argentino
| Primera D | Primera D | Primera D |
| --------- | --------- | --------- |

| Torneos largos | Torneos largos | Torneos largos |
| -------------- | -------------- | -------------- |

| Temporada | N.º de equipos | Campeón             | Subcampeón          | Tercero             |
| --------- | -------------- | ------------------- | ------------------- | ------------------- |
| 1986-87   | 22             | Deportivo Muñiz     | Brown de Adrogué    | Acassuso            |
| 1987-88   | 20             | Atlético Lugano     | Puerto Italiano     | San Martín (B)      |
| 1988-89   | 20             | Ferrocarril Midland | Liniers             | Deportivo Paraguayo |
| 1989-90   | 20             | Liniers             | Deportivo Paraguayo | Argentino (M)       |

| Torneo por secciones | Torneo por secciones | Torneo por secciones |
| -------------------- | -------------------- | -------------------- |

| Temporada | N.º de equipos | Campeón           | Subcampeón      | Tercero        |
| --------- | -------------- | ----------------- | --------------- | -------------- |
| 1990-91   | 20             | Victoriano Arenas | Puerto Italiano | Centro Español |

| Torneos largos | Torneos largos | Torneos largos |
| -------------- | -------------- | -------------- |

| Temporada | N.º de equipos | Campeón             | Subcampeón     | Tercero           |
| --------- | -------------- | ------------------- | -------------- | ----------------- |
| 1991-92   | 20             | Deportivo Paraguayo | Juventud Unida | Defensores Unidos |
| 1992-93   | 16             | Villa San Carlos    | Acassuso       | Central Ballester |

| Torneos Apertura y Clausura | Torneos Apertura y Clausura | Torneos Apertura y Clausura |
| --------------------------- | --------------------------- | --------------------------- |

| Temporada | N.º de equipos | Campeón               | Subcampeón        | Tercero           |
| --------- | -------------- | --------------------- | ----------------- | ----------------- |
| 1993-94   | 16             | Puerto Nuevo          | Cañuelas          | Deportivo Riestra |
| 1994-95   | 16             | Justo José de Urquiza | Victoriano Arenas | Cañuelas          |
| 1995-96   | 16             | Central Ballester     | San Martín (B)    | Cañuelas          |
| 1996-97   | 14             | Claypole              | Comunicaciones    | Sacachispas       |
| 1997-98   | 15             | Juventud Unida        | Sacachispas       | Argentino (M)     |
| 1998-99   | 15             | Argentino (M)         | Victoriano Arenas | Villa San Carlos  |
| 1999-00   | 15             | Sacachispas           | Fénix             | Villa San Carlos  |
| 2000-01   | 16             | Acassuso              | Villa San Carlos  | Fénix             |
| 2001-02   | 17             | Villa San Carlos      | Sacachispas       | Fénix             |

| Torneos con reclasificación | Torneos con reclasificación | Torneos con reclasificación |
| --------------------------- | --------------------------- | --------------------------- |

| Temporada | N.º de equipos | Campeón          | Subcampeón        | Tercero           |
| --------- | -------------- | ---------------- | ----------------- | ----------------- |
| 2002-03   | 18             | Sacachispas      | Victoriano Arenas | Defensores Unidos |
| 2003-04   | 18             | Barracas Bolívar | Fénix             | Defensores Unidos |
| 2004-05   | 18             | Fénix            | Liniers           | Defensores Unidos |

| Torneos Apertura y Clausura | Torneos Apertura y Clausura | Torneos Apertura y Clausura |
| --------------------------- | --------------------------- | --------------------------- |

| Temporada | N.º de equipos | Campeón         | Subcampeón  | Tercero     |
| --------- | -------------- | --------------- | ----------- | ----------- |
| 2005-06   | 18             | Ituzaingó       | Liniers     | Berazategui |
| 2006-07   | 18             | Leandro N. Alem | Berazategui | Atlas       |

| Torneos largos | Torneos largos | Torneos largos |
| -------------- | -------------- | -------------- |

| Temporada | N.º de equipos | Campeón              | Subcampeón           | Tercero              |
| --------- | -------------- | -------------------- | -------------------- | -------------------- |
| 2007-08   | 18             | Defensores Unidos    | Berazategui          | Argentino de Quilmes |
| 2008-09   | 18             | Ferrocarril Midland  | Deportivo Riestra    | Argentino de Quilmes |
| 2009-10   | 18             | UAI Urquiza          | San Martín (B)       | Yupanqui             |
| 2010-11   | 18             | Dock Sud             | Atlas                | San Martín (B)       |
| 2011-12   | 18             | Fénix                | Argentino de Quilmes | Atlas                |
| 2012-13   | 18             | Argentino de Quilmes | Deportivo Riestra    | San Martín (B)       |
| 2013-14   | 18             | Deportivo Riestra    | San Martín (B)       | Leandro N. Alem      |

| Torneo de transición | Torneo de transición | Torneo de transición |
| -------------------- | -------------------- | -------------------- |

| Temporada | N.º de equipos | Campeón | Subcampeón | Tercero |
| --------- | -------------- | ------- | ---------- | ------- |
| 2014      | 18             | No hubo | No hubo    | No hubo |

| Torneo largo | Torneo largo | Torneo largo |
| ------------ | ------------ | ------------ |

| Temporada | N.º de equipos | Campeón           | Subcampeón | Tercero |
| --------- | -------------- | ----------------- | ---------- | ------- |
| 2015      | 16             | Sportivo Barracas | Atlas      | Liniers |

| Torneo de transición | Torneo de transición | Torneo de transición |
| -------------------- | -------------------- | -------------------- |

| Temporada | N.º de equipos | Campeón     | Subcampeón | Tercero              |
| --------- | -------------- | ----------- | ---------- | -------------------- |
| 2016      | 15             | El Porvenir | Ituzaingó  | Argentino de Rosario |

| Torneos largos | Torneos largos | Torneos largos |
| -------------- | -------------- | -------------- |

| Temporada | N.º de equipos | Campeón                                                                 | Subcampeón                                                              | Tercero                                                                 |
| --------- | -------------- | ----------------------------------------------------------------------- | ----------------------------------------------------------------------- | ----------------------------------------------------------------------- |
| 2016-17   | 16             | Ituzaingó                                                               | Leandro N. Alem                                                         | Atlas                                                                   |
| 2017-18   | 16             | Victoriano Arenas                                                       | Argentino (M)                                                           | General Lamadrid                                                        |
| 2018-19   | 15             | Argentino (M)                                                           | Liniers                                                                 | Real Pilar                                                              |
| 2019-20   | 14             | No hubo, debido a la cancelación del torneo por la pandemia de covid-19 | No hubo, debido a la cancelación del torneo por la pandemia de covid-19 | No hubo, debido a la cancelación del torneo por la pandemia de covid-19 |

| Torneo de transición | Torneo de transición | Torneo de transición |
| -------------------- | -------------------- | -------------------- |

| Temporada | N.º de equipos | Campeón  | Subcampeón | Tercero |
| --------- | -------------- | -------- | ---------- | ------- |
| 2020      | 14             | Claypole | No hubo    | No hubo |

| Torneos Apertura y Clausura | Torneos Apertura y Clausura | Torneos Apertura y Clausura | Torneos Apertura y Clausura |
| --------------------------- | --------------------------- | --------------------------- | --------------------------- |

| Temporada | N.º de equipos | Campeón  | Subcampeón | Tercero |
| --------- | -------------- | -------- | ---------- | ------- |
| 2021      | 12             | Liniers  | No hubo    | No hubo |
| 2022      | 11             | Yupanqui | No hubo    | No hubo |

| Primer y Segundo torneo | Primer y Segundo torneo | Primer y Segundo torneo | Primer y Segundo torneo |
| ----------------------- | ----------------------- | ----------------------- | ----------------------- |

| Temporada | N.º de equipos | Campeón        | Subcampeón | Tercero |
| --------- | -------------- | -------------- | ---------- | ------- |
| 2023      | 11             | Centro Español | No hubo    | No hubo |

1. ↑  Los equipos se dividieron en dos secciones, cuyos respectivos ganadores se enfrentaron en una final de ida y vuelta. El ganador fue el campeón de la temporada y obtuvo el ascenso directo.
2. 1 2  Al final del torneo se disputó un cuadrangular con los dos primeros, que tenían ventaja deportiva, y los otros dos equipos con mejor ubicación en la tabla general, jugando partidos a eliminación directa (ida y vuelta). El ganador fue el campeón de la temporada y obtuvo el ascenso directo.
3. ↑  Torneo dividido en dos zonas. Los dos primeros equipos de cada zona (cuatro equipos) disputaron un torneo reducido por eliminación directa, con partidos de ida y vuelta. El ganador del clasificatorio fue el campeón de la temporada y ascendió directamente.
4. ↑  Se jugó un torneo de transición para la reestructuración del Campeonato de Primera División otorgando 3 ascensos a Primera C. Por el formato del mismo, en el cual hubo dos zonas distintas, ningún equipo fue campeón.

## Títulos por equipo
| Equipo                   | Títulos                    | Subcampeonatos                               |
| ------------------------ | -------------------------- | -------------------------------------------- |
| Liniers                  | 3 (1950, 1989-90, 2021)    | 5 (1972, 1988-89, 2004-05, 2005-06, 2018-19) |
| Argentino de Merlo       | 3 (1985, 1998-99, 2018-19) | 2 (1984, 2017-18)                            |
| Ferrocarril Midland      | 3 (1968, 1988-89, 2008-09) | 2 (1966, 1977)                               |
| Sacachispas              | 3 (1954, 1999-00, 2002-03) | 2 (1997-98, 2001-02)                         |
| Victoriano Arenas        | 2 (1990-91, 2017-18)       | 4 (1974, 1994-95, 1998-99, 2002-03)          |
| Ituzaingó                | 2 (2005-06, 2016-17)       | 3 (1964, 1982, 2016)                         |
| Sportivo Barracas        | 2 (2003-04, 2015)          | 3 (1968, 1969, 1970)                         |
| Defensores de Cambaceres | 2 (1959, 1976)             | 2 (1957, 1958)                               |
| Deportivo Riestra        | 2 (1953, 2013-14)          | 2 (2008-09, 2012-13)                         |
| Fénix                    | 2 (2004-05, 2011-12)       | 2 (1999-00, 2003-04)                         |
| Leandro N. Alem          | 2 (1957, 2006-07)          | 2 (1983, 2016-17)                            |
| Villa San Carlos         | 2 (1992-93, 2001-02)       | 2 (1973, 2000-01)                            |
| Acassuso                 | 2 (1971, 2000-01)          | 1 (1992-93)                                  |
| Barracas Central         | 2 (1974, 1981)             | 0                                            |
| Claypole                 | 2 (1996-97, 2020)          | 0                                            |
| Defensores Unidos        | 2 (1969, 2007-08)          | 0                                            |
| Sportivo Dock Sud        | 2 (1984, 2010-11)          | 0                                            |
| Luján                    | 2 (1963, 1973)             | 0                                            |
| Brown de Adrogué         | 1 (1980)                   | 3 (1950, 1979, 1986-87)                      |
| San Martín (B)           | 1 (1983)                   | 3 (1995,96, 2009-10, 2013-14)                |
| Justo José de Urquiza    | 1 (1994-95)                | 2 (1952, 1978)                               |
| Juventud Unida           | 1 (1997-98)                | 2 (1980, 1991-92)                            |
| Puerto Nuevo             | 1 (1993-94)                | 2 (1987-88, 1990-91)                         |
| Atlas                    | 1 (2020)                   | 2 (2010-11, 2015)                            |
| Argentino de Quilmes     | 1 (2012-13)                | 1 (2011-12)                                  |
| Arsenal                  | 1 (1962)                   | 1 (1961)                                     |
| Defensores de Almagro    | 1 (1970)                   | 1 (1960)                                     |
| Deportivo Paraguayo      | 1 (1991-92)                | 1 (1989-90)                                  |
| Muñiz                    | 1 (1986-87)                | 1 (1981)                                     |
| Piraña                   | 1 (1978)                   | 1 (1965)                                     |
| Sportivo Italiano        | 1 (1960)                   | 1 (1959)                                     |
| Almirante Brown          | 1 (1956)                   | 0                                            |
| Arsenal de Llavallol     | 1 (1964)                   | 0                                            |
| Central Ballester        | 1 (1995-96)                | 0                                            |
| Centro Español           | 1 (2023)                   | 0                                            |
| Defensa y Justicia       | 1 (1982)                   | 0                                            |
| Deportivo Armenio        | 1 (1972)                   | 0                                            |
| Deportivo Español        | 1 (1958)                   | 0                                            |
| Deportivo Morón          | 1 (1955)                   | 0                                            |
| El Porvenir              | 1 (2016)                   | 0                                            |
| Flandria                 | 1 (1952)                   | 0                                            |
| General Lamadrid         | 1 (1977)                   | 0                                            |
| General Mitre            | 1 (1965)                   | 0                                            |
| Lugano                   | 1 (1987-88)                | 0                                            |
| Luz y Fuerza             | 1 (1966)                   | 0                                            |
| Macabi                   | 1 (1967)                   | 0                                            |
| San Miguel               | 1 (1979)                   | 0                                            |
| Tristán Suárez           | 1 (1975)                   | 0                                            |
| UAI Urquiza              | 1 (2009-10)                | 0                                            |
| Villa Dálmine            | 1 (1961)                   | 0                                            |
| Yupanqui                 | 1 (2022)                   | 0                                            |
| Juventud de Bernal       | 0                          | 4 (1953, 1954, 1955, 1956)                   |
| Berazategui              | 0                          | 3 (1976, 2006-07, 2007-08)                   |
| Central Argentino        | 0                          | 2 (1967, 1971)                               |
| Estudiantes              | 0                          | 2 (1962, 1963)                               |
| Cañuelas                 | 0                          | 1 (1993-94)                                  |
| Comunicaciones           | 0                          | 1 (1996-97)                                  |
| Deportivo Laferrere      | 0                          | 1 (1985)                                     |
| Deportivo Merlo          | 0                          | 1 (1975)                                     |

## Movilidad interdivisional

### Como cuarta categoría

#### Afiliaciones y desafiliaciones
| Temporada | Afiliaciones                                                                       | Desafiliaciones                                                 |
| --------- | ---------------------------------------------------------------------------------- | --------------------------------------------------------------- |
| 1950      | No hubo                                                                            | No hubo                                                         |
| 1951      | No se disputó                                                                      | No se disputó                                                   |
| 1952      | Deportivo San Justo Arsenal (Ll)                                                   | No hubo                                                         |
| 1953      | Macabi                                                                             | No hubo                                                         |
| 1954      | Sacachispas                                                                        | No hubo                                                         |
| 1955      | Atlético Pilar La Paternal                                                         | No hubo                                                         |
| 1956      | Muñiz General Lamadrid 9 de Julio Sportivo Palermo                                 | No hubo                                                         |
| 1957      | Leandro N. Alem Cambaceres Deportivo Español Juventud Unida                        | No hubo                                                         |
| 1958      | Porteño (GR)                                                                       | No hubo                                                         |
| 1959      | A.C.I.A. Def. de Almagro Centro Español                                            | Arsenal (Ll)                                                    |
| 1960      | Fénix Comunicaciones                                                               | No hubo                                                         |
| 1961      | Arsenal (S) Piraña Def. de Corrientes Villa Dálmine Ituzaingó Luján                | No hubo                                                         |
| 1962      | Arsenal (Ll)                                                                       | No hubo                                                         |
| 1963      | Victoriano Arenas                                                                  | No hubo                                                         |
| 1964      | General Mitre Deportivo Paraguayo Tristán Suárez General San Martín                | Atlético Pilar Muñiz                                            |
| 1965      | Luz y Fuerza Atlas                                                                 | No hubo                                                         |
| 1966      | Defensores Unidos Atlético Pilar                                                   | No hubo                                                         |
| 1967      | San Carlos Sportivo Barracas                                                       | La Paternal                                                     |
| 1968      | No hubo                                                                            | General San Martín Def. de Corrientes Atlas Deportivo Paraguayo |
| 1969      | No hubo                                                                            | Juventud de Bernal Luján Ituzaingó                              |
| 1970      | Deportivo Armenio Ferrocarril Urquiza Atlas Deportivo Paraguayo                    | Porteño (GR)                                                    |
| 1971      | Luján Ituzaingó                                                                    | No hubo                                                         |
| 1972      | Porteño (GR)                                                                       | Porteño (GR)                                                    |
| 1973      | General Belgrano                                                                   | No hubo                                                         |
| 1974      | No hubo                                                                            | Central Argentino                                               |
| 1975      | Cañuelas Central Ballester Puerto Nuevo San Martín (B)                             | No hubo                                                         |
| 1976      | Berazategui Yupanqui                                                               | No hubo                                                         |
| 1977      | No hubo                                                                            | No hubo                                                         |
| 1978      | Argentino (M) Brown (A) Claypole Defensa y Justicia Deportivo Laferrere San Miguel | No hubo                                                         |
| 1979      | No hubo                                                                            | No hubo                                                         |
| 1980      | Muñiz                                                                              | Atlético Pilar Piraña                                           |
| 1981      | No hubo                                                                            | Def. de Almagro                                                 |
| 1982      | No hubo                                                                            | Sportivo Palermo                                                |
| 1983      | No hubo                                                                            | No hubo                                                         |
| 1984      | No hubo                                                                            | No hubo                                                         |
| 1985      | No hubo                                                                            | No hubo                                                         |
| 1986      | No hubo                                                                            | No hubo                                                         |

### Como quinta categoría

#### Suspensión de afiliación
| Temporada | Reafiliación                                                            | Desafiliación                                                           |
| --------- | ----------------------------------------------------------------------- | ----------------------------------------------------------------------- |
| 1986-87   | No hubo                                                                 | Sportivo Barracas Ferro Carril Urquiza                                  |
| 1987-88   | No hubo                                                                 | Central Ballester Victoriano Arenas                                     |
| 1988-89   | Sportivo Barracas Ferro Carril Urquiza                                  | Sportivo Barracas Centro Español                                        |
| 1989-90   | Central Ballester Victoriano Arenas                                     | Deportivo Riestra Ferro Carril Urquiza                                  |
| 1990-91   | Sportivo Barracas Centro Español                                        | Sportivo Barracas Muñiz                                                 |
| 1991-92   | Deportivo Riestra Ferro Carril Urquiza                                  | Fénix Ferro Carril Urquiza                                              |
| 1992-93   | Sportivo Barracas Muñiz                                                 | Sportivo Barracas Atlas                                                 |
| 1993-94   | Fénix Ferro Carril Urquiza                                              | Lugano Ferro Carril Urquiza                                             |
| 1994-95   | Sportivo Barracas Atlas                                                 | Centro Español Muñiz                                                    |
| 1995-96   | Lugano Ferro Carril Urquiza                                             | Ferro Carril Urquiza Atlas                                              |
| 1996-97   | Centro Español Muñiz                                                    | Fénix                                                                   |
| 1997-98   | Ferro Carril Urquiza Atlas                                              | Atlas                                                                   |
| 1998-99   | Fénix                                                                   | Ferro Carril Urquiza                                                    |
| 1999-00   | Atlas                                                                   | Atlas                                                                   |
| 2000-01   | Ferro Carril Urquiza                                                    | Deportivo Paraguayo                                                     |
| 2001-02   | Atlas                                                                   | Muñiz                                                                   |
| 2002-03   | Deportivo Paraguayo                                                     | Deportivo Paraguayo                                                     |
| 2003-04   | Muñiz                                                                   | Atlas                                                                   |
| 2004-05   | Deportivo Paraguayo                                                     | Centro Español                                                          |
| 2005-06   | Atlas                                                                   | Muñiz                                                                   |
| 2006-07   | Centro Español                                                          | Centro Español                                                          |
| 2007-08   | Muñiz                                                                   | Muñiz                                                                   |
| 2008-09   | Centro Español                                                          | Puerto Nuevo                                                            |
| 2009-10   | Muñiz                                                                   | Muñiz                                                                   |
| 2010-11   | Puerto Nuevo                                                            | Puerto Nuevo                                                            |
| 2011-12   | Muñiz                                                                   | Sportivo Barracas                                                       |
| 2012-13   | Puerto Nuevo                                                            | Puerto Nuevo                                                            |
| 2013-14   | Sportivo Barracas                                                       | Deportivo Paraguayo                                                     |
| 2014      | Puerto Nuevo                                                            | No hubo                                                                 |
| 2015      | Deportivo Paraguayo                                                     | Centro Español                                                          |
| 2016      | No hubo                                                                 | No hubo                                                                 |
| 2016-17   | Centro Español                                                          | Centro Español (anulada)                                                |
| 2017-18   | Real Pilar (afiliación)                                                 | Claypole (anulada)                                                      |
| 2018-19   | No hubo                                                                 | Defensores de Cambaceres (anulada)                                      |
| 2019-20   | No hubo, debido a la cancelación del torneo por la pandemia de covid-19 | No hubo, debido a la cancelación del torneo por la pandemia de covid-19 |
| 2020      | No hubo                                                                 | No hubo                                                                 |
| 2021      | No hubo                                                                 | No hubo                                                                 |
| 2022      | Mercedes (invitado)                                                     | No hubo                                                                 |
| 2023      | No hubo                                                                 | No hubo                                                                 |